# Партизанский переулок (Чернигов)
Партизанский переулок (укр. Партизанський провулок) — улица в Деснянском районе города Чернигова, исторически сложившаяся местность (район) Яловщина. Пролегает от улицы Партизанская до переулка Лётный.
Примыкают улицы Лётная.

## История
Переулок проложен в конце 1950-х годов. Название — в честь партизан — участников Великой Отечественной войны.

## Застройка
Парная и непарная стороны улицы заняты усадебной застройкой.
Учреждения: нет